# Richard Grégoire

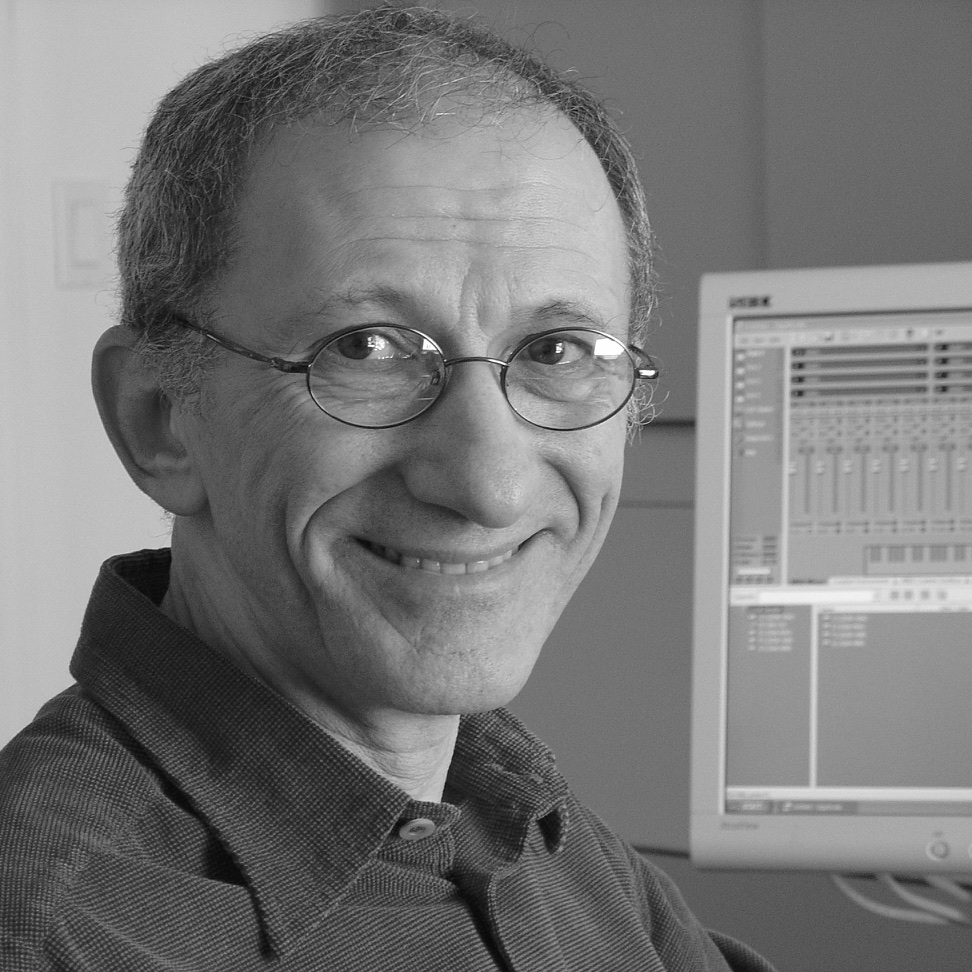
Richard Grégoire, 2003

Richard Grégoire (* 18. Mai 1944 in Montreal) ist ein kanadischer Komponist.

## Leben und Wirken
Grégoire studierte an der Universität Montreal Komposition bei Serge Garant. Mit einem Stipendium der Pro Musica Society und der Regierung von Québec hielt er sich 1969–70 in Paris auf. Er studierte bei der Groupe de recherches musicales, arbeitete unter Leitung von Pierre Schaeffer und war Kompositionsschüler von Gilbert Amy. 1969 wirkte er an der Vorbereitung einer elektroakustischen Komposition für das Festival von Avignon mit.
Nach seiner Rückkehr nach Kanada unterrichtete Grégoire bis 1976 an der University of Montreal. Daneben arrangierte er Stücke für Popmusiker wie Édith Butler, Jim und Bertrand, Pauline Julien, Diane Juster, Jacques Michel, und Fabienne Thibeault. Für die Musik zum TV-Drama Deuxième Coup de feu erhielt er 1978 den Preis des Canadian Music Council für die beste Originalkomposition zu einer Fernsehproduktion. Seit Ende der 1970er Jahre war Grégoire vor allem als Filmkomponist aktiv.

## Werke
- Cantate für Sopran, zwölf Stimmen, elektrische Orgel, Gitarre und Schlagzeug, 1969 (UA)
- Trajet für ein oder mehrere Saxophone, 1974 (UA)
- Filmmusiken zu
  - Éclair au chocolat, 1979
  - Pouvoir intime (Yves Simoneau), 1985
  - Perfectly Normal (Yves Simoneau) 1990
  - Exit (Robert Ménard), 1986
  - T’es belle Jeanne (Robert Ménard), 1988
  - Cruising Bar (Robert Ménard), 1989
  - Les Bottes (Michel Poulette), 1988
  - La Ligne de chaleur (Hubert-Yves Rose), 1987
  - Blue la magnifique (Pierre Mignot), 1990
  - Bonjour M. Gauvin (Jean-Claude Labrecque), 1990
  - Les Filles de Caleb (Fernsehserie der CBC), 1990
  - Léolo (Jean-Claude Lauzon), 1992
  - Being at Home with Claude (Jean Beaudin), 1992
  - C’était le 12 du 12 et Chili avait les blues (Charles Binamé), 1994
  - L’Enfant d’eau (Robert Ménard), 1995
  - Le Coeur au poing (Charles Binamé), 1998
  - Souvenirs intimes (Jean Beaudin), 1999
  - Bonanno: A Godfather’s Story (Michel Poulette), 1999
  - Ignition (Yves Simoneau), 2001
  - Napoleon, 2002